# Nancy
|  | Per a la nina de Famosa, vegeu Nancy (nina). |

|  | Per a l'escultura d'Alexander Calder, vegeu Nancy (Calder). |

Nancy és un municipi francès, situat al departament de Meurthe i Mosel·la i a la regió de Gran Est. L'any 2007 tenia 105.349 habitants.
Nancy fou la capital del ducat de Lorena i més endavant de la província francesa de Lorena. Tanmateix, quan la regió de Lorena va ser creada, a mitjan segle xx, Metz va ser triada com a capital en comptes de Nancy.

## Ciutats agermanades
- Newcastle upon Tyne (Anglaterra), des de 1954[1]
- Lieja (Bèlgica), des de 1954[2]
- Karlsruhe (Alemanya), des de 1955[3]
- Pàdua (Itàlia), des de 1964[4]
- Kanazawa (Japó), des de 1973[5]
- Qiryat Xemona (Israel), des de 1984[2]
- Lublin (Polònia), des de 1988[6]
- Cincinnati, Ohio (Estats Units d'Amèrica), des de 1991[2]
- Kunming, (Xina), des de 2017[2]
- Krasnodar, (Rússia, des de 2017[2]
- Shangrao, (Xina), des de 2017[2]

## Escola de Nancy
A finals del segle xix es va constituir a la ciutat de Nancy un important focus artístic format per industrials i artesans. Émile Gallé, fundador de l'Escola de Nancy, va continuar en aquesta ciutat la tradició familiar de fabricar ceràmica i vidre fent recipients florals que causaren sensació a l'Exposició Universal de 1878. Objectes com ara gerros i llums provocaren una renovació estilística neogòtica i japonitzant de les arts decoratives.
Gallé s'havia especialitzat en el coneixement de la flora i de la química del vidre, al qual uniria les decoracions sinuoses, fruit de la seva inspiració naturalista. El procés de producció començava amb el disseny de les siluetes. Els materials en cru es guardaven en uns grans tambors amb barreges químiques. Després es fonien, es bufaven amb una canya i es modelaven. Alguns d'aquests gerros s'esmaltaven i d'altres es gravaven a mà. La fase següent era un bany àcid o un poliment i, un cop rentat amb sosa, potassa o aigua amb sabó, el gerro ja estava acabat.
L'Escola de vidriers de Nancy va tenir continuïtat gràcies a l'aportació dels germans Auguste i Antonin Daum, fills del notari Jean Daum, el qual va comprar la cristalleria de Santa Caterina. Auguste Daum (1853-1909), advocat de formació, va abandonar la carrera notarial per ocupar-se de la gestió de la manufactura del seu pare, i l'any 1904 fou president de la Cambra de Comerç de Nancy. El seu germà, Antonin (1864-1930) fou vicepresident de l'Escola de Nancy des de la fundació, i tots dos van donar una nova dimensió artística i econòmica a l'Escola després de crear, l'any 1891, la secció artística dels vidres de Nancy. Ambdós germans van desenvolupar tot un repertori iconogràfic simbòlic amb tècniques més senzilles que les de Gallé, encara que amb efectes iguals de sorprenents.
La manufactura Daum Frères (germans Daum) va sobreviure al declivi del Modernisme i es va adaptar als nous temps. Les seves creacions van destacar en la pintura amb esmalt, feta a mà per tal d'aconseguir relleus i textures de gran realisme. També van crear llums amb carcassa de ferro forjat i llums de sobretaula. Les capes, de diferents tonalitats, mostren matisos molt diferents, segons la incidència de la llum en la peça.
Al Museu Deu del Vendrell s'exposen fantàstiques obres d'Émile Gallé i dels germans Daum. Els gerros, els llums, els cendrers... es mostren en unes originals vitrines on la incidència directa de la llum crea diferents tonalitats i li dona al vidre l'aparença d'alabastre.

## Demografia
Ciutat petita i densament poblada, Nancy, en el seu procés de creixement, s'ha trobat des de fa temps amb els seus municipis veïns. A l'àrea metropolitana de Nancy hi vivien 415 765 habitants (segons el cens de 2006).
| 1697   | 1790   | 1876   | 1936    | 1954    | 1962    | 1968    | 1975    | 1982   | 1990   | 1999    | 2004    |
| ------ | ------ | ------ | ------- | ------- | ------- | ------- | ------- | ------ | ------ | ------- | ------- |
| 10 000 | 30 000 | 66 000 | 121 301 | 124 836 | 128 677 | 123 428 | 107 902 | 96 317 | 99 351 | 103 605 | 104 600 |

## Llocs d'interès
- església dels Cordeliers
- Plaça de La Carrière
- Plaça Stanislas
- Plaça d'Alliance
- Museu de Belles Arts de Nancy

## Fills il·lustres
- Eugène Gigout (1844-1925) organista i compositor
- Antoine Drouot (1774-1847) militar.
- François Jacob (1920-2013) metge i biòleg, Premi Nobel de Medicina o Fisiologia de l'any 1965.
- Jean-Baptiste Michelot (1796-1852), pianista i compositor.
- Virginie Despentes (1969 -) escriptora, directora de cinema i feminista, Premi Renaudot de l'any 2010.

## Educació
- ICN Business School